# クロアチア民主同盟
クロアチア民主同盟（クロアチアみんしゅどうめい、クロアチア語: Hrvatska demokratska zajednica, HDZ）は、クロアチアの中道右派政党である。キリスト教民主主義を党是とし、1990年から2000年まで、および2003年以降、クロアチアの政権を主導する立場にある。欧州人民党の協力政党となっている。

## 歴史

### 興り
クロアチア民主同盟は、当時ユーゴスラビア社会主義連邦共和国の統治下で、フラニョ・トゥジマンを中心とするクロアチア民族主義を志向する反体制派によって結成された。トゥジマンは第二次世界大戦のパルチザンであったが、終戦後まもなく民族主義に転向した人物であり、クロアチア独立国の肯定やウスタシャによるセルビア人虐殺を否定する歴史修正主義者であり、クロアチアの連邦離脱を主張し逮捕された経歴がある。党が結成されたとき、クロアチアでは多党制は試行途上にあり、クロアチア民族主義を公然と掲げることは無謀であった。クロアチア民主同盟は地下活動的な形で結成され、その最初の事務所はザグレブのとある小屋の中に置かれた。そのため、党の結成者たちは誇りを持って、自らをバラカシ（barakaši）、つまりバラカ（baraka、小屋）の者たちと呼んでいる。
このように密かに誕生したクロアチア民主同盟は、しかしその後共産主義体制が崩壊するに従って急速に勢力を拡大するようになった。トゥジマンやその他の党幹部らは外国を訪ね、在外クロアチア人から多額の資金を集め、またこれを通じてより民族主義的な党基盤が形作られていった。
1990年の総選挙では、与党のクロアチア共産党（Croatian Communist Party）は、クロアチア民主同盟の民族主義的性向は、自党に有利に働くだろうと予想していた。投票は2大政党に有利な制度となっており、共産党から改称されたクロアチア社会民主党（Social Democratic Party of Croatia）は、「危険思想の党」とされるクロアチア民主同盟と比べると「より小さな悪」としてクロアチア国民から選ばれるだろうと考えていた。しかしこの予想ははずれ、クロアチア国民の大多数がクロアチア民主同盟に票を投じた。クロアチア国民は、クロアチア民族主義や、共産主義・ユーゴスラビアからの脱却のためだけでなく、彼らの考える、スロボダン・ミロシェヴィッチらによるセルビア民族主義の勃興への対抗の意味もこめられていた。クロアチア民主同盟はクロアチア議会で多数派を形成し、クロアチアは共産主義の一党支配から反共主義の一党支配に転じた数少ない国であった。1990年5月30日、クロアチア民主同盟が公式に政権を発足させた日は、後に「国家の日」とされ、クロアチアの公式の祝日となった。

### トゥジマン大統領時代
1992年の大統領選挙では、後にクロアチア民主同盟の絶対的な指導者として1999年に死去するまで大統領職に君臨したフラニョ・トゥジマンが大統領として初めて選出された。
党は1990年代を通してクロアチアの政権を主導し、その政権下で1991年のクロアチア独立宣言、1992年の国際的な独立承認、1998年までにかけてのセルビア人勢力（クライナ・セルビア人共和国）の駆逐と全国土の回復を成し遂げた。この間、党は1992年と1995年の総選挙に勝利し、支配政党としての立場を維持した。
トゥジマン政権はセルビア人を公職から追放し、反セルビアのキャンペーンを推し進めた。党はクロアチアの独立を強く支持する立場をとったため、クロアチアの独立に反対し、ユーゴスラビア連邦への残留を望む同国のセルビア人少数民族からは嫌悪されていた。このことは、セルビア人がクロアチアからの分離とクライナ・セルビア人共和国の創設、その後のクロアチア紛争の一因となった。これらの動きに対するクロアチア民主同盟の行動には賛否両論あり、クロアチア紛争初期の頃の党の政策を過激な民族主義とみなし、暴力を増大させる一因となったとする見方がある一方で、クロアチア民主同盟はセルビアやユーゴスラビア人民軍に懐柔されており、そのためにクロアチアがとるべき防衛行動は十分ではなかったとする見方もある。トゥジマンやクロアチア民主同盟の政策は状況に応じて変動しており、党の政策を論ずるにあたってはその時々の社会的、政治的、経済的、軍事的情勢を考慮する必要がある。
クロアチア民主同盟はまた、クロアチアの共産主義から資本主義への移行プロセスを主導した。特に、クロアチア民主同盟主導の政府は公営企業の民営化を進めた。これは、第二次世界大戦後の共産主義政権による国有化への不満を解消する有効な方法であった。1992年には株式会社を認める法を施行した。
多くの実業家たちが、クロアチア民主同盟の影響下で政府が出資するローンを得て、かつての国営企業を手中に収めていった。このモデルは濫用され、クロアチア民主同盟以外の政党が関与しているものもあったが、他党の関与の比重は大きくはなかった。しかし、すべての民営化がこの方法で行われたわけではなかった。クロアチア民主同盟に対するロビー活動を行ったり、クロアチア政界との強いつながりがある者については、速やかに国有財産の返還を受けることができた。国有化されていたクロアチアのカトリック教会の資産や、ザグレブ郊外のペトリニャのガヴリロヴィッチ社（Gavrilović）などは、このようにして速やかに民営化が進んだ。
クロアチア民主同盟のイデオロギーとしては、党幹部らは当初は右翼政党と規定し、後にトゥジマンはサッチャリズムの影響を受けていると言明した。後に、中道右派やキリスト教民主主義が党是とされるようにあった。しかし、唯一の公式の党のイデオロギーは、「国家的な和解」であるとされ、これはクロアチアにおいて、左翼のパルチザンと右翼のウスタシャの子孫が、父祖の時代の対立を乗り越えて、現代的で民主的な独立したクロアチアのために協調することを目指すものであった。実際には、この方針で、党の過激派を代表する人物であった防衛大臣のゴイコ・シュシャク（Gojko Šušak）はトゥジマンからの支持を取り付けた。トゥジマンの過激主義者への傾倒を嫌ったスティエパン・メシッチやヨシップ・マノリッチ（Josip Manolić）は1994年に党を去り、クロアチア独立民主党（Croatian Independent Democrats）を結成した。過激主義者への傾倒はクロアチア紛争の終結後には緩和され、より現実の生活に即した政治に転じ、社会保守主義の主力政党となっていった。
紛争の終結とクロアチアの領土回復が実現したことによって、クロアチアの国民の関心もまた、国家の独立や外交といった問題から、経済や生活水準などへと移っていった。1990年代末には、これに加えてトゥジマンの健康状態の悪化と、その後継をめぐる党内の対立が激化した。党内の各派閥は、それぞれ自派に親和的なメディアを使ったり、民営化プロセスの暗部に関する対立派閥の秘密情報を漏らすなどして党内争いを続けた。更に、ザグレブ危機（Zagreb Crisis）でのトゥジマンの不適切な関与もあり、クロアチア民主同盟に対する支持は大きく低下した。

### トゥジマンの死後
こうした中で1999年12月にトゥジマンが死去したことは、2000年の総選挙にも大きな影響を与えた。クロアチア民主同盟は第1党の地位を維持したものの、6党から成る中道左派の連立に敗れた。また、投票率の低迷も、クロアチア民主同盟に対する国民の不信の表れと考えられた。この潮流は大統領選挙でも確認され、有力とされたクロアチア民主同盟の候補マテ・グラニッチ（Mate Granić）は第1回の投票で3位に終わり、決選投票に進むことすらできなかった。決選投票では、スティエパン・メシッチが大統領に選出された。
2000年から2003年までの間、クロアチア民主同盟の影響下で民営企業を手中に収めた実業家らに対して、その不正を追及する裁判が行われた。しかし、民営化の方針そのものは変わらなかった。この時代はクロアチア民主同盟の低迷期であり、再起は不可能とさえ思われていた。民主同盟を離脱し、ヴェスナ・シュカレ＝オジュボルトとともに民主中道党（Democratic Centre）を結党したマテ・グラニッチ（Mate Granić）も、そのように考えた一人であった。
旧ユーゴスラビア国際戦犯法廷（ICTY）がクロアチア軍の指揮官らに対する訴追を始めたことがクロアチア国内で激しい反発を生み、これを機にクロアチア民主同盟は勢いを回復し始めた。不満を持つ人々は政治集会などの抗議運動を展開した。クロアチア民主同盟とその新しい指導者イーヴォ・サナデルはこうした抗議運動に加わり、抗議者への支持を表明したが、やがて抗議運動からは距離をとりはじめ、民主同盟は穏健化したと評されるようになっていった。これに呼応してクロアチア社会自由党が右傾化を強め、民主同盟は中道政党へと変貌していった。2002年、クロアチア民主同盟の強硬派の幹部で、トゥジマン時代の最悪の過激派の一人であったイヴィッチ・パシャリッチ（Ivić Pašalić）が、サナデルと党首の地位を争い、サナデルのことをトゥジマン時代のナショナリスト路線に対する裏切り者として非難した。当初、サナデルの劣勢が予想されていたが、ブラニミル・グラヴァシュ（Branimir Glavaš）やクロアチアのリベラル論者の支援を得て、サナデルは党大会でパシャリッチに対して勝利を収めた。パシャリッチは党を離れ、クロアチア・ブロックを結党した。こうしてクロアチア民主同盟の穏健化の流れは確定的となっていった。

### 2003年 - 2008年: 第一次サナデル政権
2003年クロアチア総選挙（en）の後、クロアチア民主同盟は33.9%の得票率を獲得し、151議席中66議席を獲得した。協力関係にある民主中道党やクロアチア社会自由党と合わせても議会の過半数を占めるには至らなかったが、左派の独立民主セルビア人党とクロアチア年金者党を加えた連立政権を樹立した。
幅広く多様な政党の連立であったが、サナデル主導の政権は欧州連合に加盟するための諸条件を満たすべく積極的に政治に取り組み、難民の帰還や紛争で破壊された家屋の復興、政府に少数民族の代表を入れる等の少数民族の権利擁護政策、旧ユーゴスラビア国際戦犯法廷（ICTY）との協力、クロアチアの経済の発展などを進めた。しかし、欧州連合理事会は、ICTYの手配を受けているクロアチアの将軍アンテ・ゴトヴィナに対する捜査に非協力的として、クロアチアの欧州連合加盟交渉の開始を延期した。
これによってクロアチアでは欧州懐疑主義が広がり、クロアチア民主同盟への支持は強まった。欧州連合への加盟を主要な目標としていたサナデルの改革路線に対する党内の反対の声が強まった。この党内反対勢力は2005年の地方選挙で頭角を現し、その主要人物であったブラニミル・グラヴァシュ（Branimir Glavaš）は党を離脱し、サナデル政権の転覆を試みた。

### 2008年 - 2009年: 第二次サナデル政権
しかし、第一次サナデル政権はその任期満了まで政権を維持することができた。2007年の総選挙は同年の11月に予定されており、クロアチア民主同盟はクロアチア社会民主党（SDP）を中心とする左翼政党連合と、クロアチア権利党やグラヴァシュのスラヴォニア・バラニャ・クロアチア民主会議（HDSSB）などの極右政党の左右両側から挑戦を受けていた。
しかし、対立政党に対するサナデルの精力的で徹底した対抗や、社会民主党自身の失態もあり、また極右の投票者は彼らの敵視する共産主義の後継者とみなしている社会民主党の政権を阻止するためにクロアチア民主同盟支持にまわったこともあり、民主同盟は選挙に勝利することができた。
社会民主党は、ディアスポラ票がなければ第一党となっていたとして敗北を認めるのを拒んでいたが、選挙後初の議会は2008年1月11日に開かれた。クロアチア民主同盟は、クロアチア農民党とクロアチア社会自由党からなる「黄緑連合」、そしてクロアチア年金者党、少数民族政党も閣内に招き、イーヴォ・サナデルを首班とする第二次サナデル政権を発足させた。
連立政権は、選挙前よりも多くの議席数を得ていたが、良好であったクロアチアの経済状態の悪化や、長期化するクロアチア民主同盟の政権に対するクロアチア世論の離反に苦しめられることとなった。
また、クロアチアと国境問題をかかえるスロベニアが、クロアチアの欧州連合加盟に際して必要となる協定の受け入れ審査を否定しつづけたことも大きな難点となった。この問題が長期化すれば、クロアチアの欧州連合加盟の道は断たれてしまいかねないが、これが政権の支持に悪影響を及ぼすことはなかった。これに関しては、クロアチアのほとんどの政党や国民に共通する、国益に反する事柄に関しては犠牲を払ってでも断固としてその受け入れを拒否する、クロアチアの愛国主義や強固な民族自立の意識を前提とすれば通常の反応であった。
しかし、2009年5月に行われた地方選挙では、事前予想に反して、またディアスポラ票のない地方選挙であってもなお、クロアチア民主同盟は勢力を伸ばした。こうした中、2009年7月1日に突如としてサナデルが辞任と政界からの引退を表明したことは、大きな驚きであった。サナデルは、ヤドランカ・コソルを後継に指名し、コソルは7月4日に大統領スティエパン・メシッチによって首相候補に指名された。コソルは7月6日に議会で新首相として承認され、クロアチアで初の女性指導者となった。
サナデルは辞任表明の中で、かつて防衛大臣と厚生大臣を務めたアンドリヤ・ヘブラング（Andrija Hebrang）を次の大統領選挙の候補に指名し、サナデルが次期大統領を目指すのではないかとする予想を否定した。アンドリヤ・ヘブラングは腫瘍摘出の手術とその後の療養を終えた7月末にこの指名を受け入れた。

## 大統領候補
- 1992年 - フラニョ・トゥジマン（当選、第一次投票にて得票率56.73%）
- 1997年 - フラニョ・トゥジマン（当選、第一次投票にて得票率61.41%）
- 2000年 - マテ・グラニッチ（Mate Granić、落選、第一次投票にて得票率22.47%で第3位）
- 2005年 - ヤドランカ・コソル（落選、第一次投票にて得票率20.31%で第2位、決選投票では得票率34.07%）
- 2010年 - アンドリヤ・ヘブラング（Andrija Hebrang、落選、第一次投票にて得票率12.04%で第2位）
- 2015年 - コリンダ・グラバル＝キタロヴィッチ（当選、第一次投票にて得票率37.22%で第2位、決選投票では得票率50.74%）
- 2020年 - コリンダ・グラバル＝キタロヴィッチ（落選、第一次投票にて得票率26.65%で第2位、決選投票では得票率47.34%）
- 2025年 - ドラガン・プリモラツ（落選、第一次投票にて得票率19.59%で第2位、決選投票では得票率25.32%）